# Centro Estoniano de Arte Contemporânea
O Centro Estoniano de Arte Contemporânea (abreviatura CCA; em estoniano:  Kaasaegse Kunsti Eesti Keskus) é uma instituição especializada sem fins lucrativos que, através de projectos internacionais, activa e desenvolve a cena artística contemporânea da Estónia. O escritório do CCA está localizado em Tallinn. A diretora do CCA é Maria Arusoo.
O CCA é o encarregado do Pavilhão da Estónia na Bienal de Veneza.
O CCA foi fundado em 1992.